# Лафаєтт (Огайо)
Лафаєтт (англ. Lafayette) — селище (англ. village) в США, в окрузі Аллен штату Огайо. Населення — 406 осіб (2020).

## Географія
Лафаєтт розташований за координатами 40°45′32″ пн. ш. 83°57′0″ зх. д. / 40.75889° пн. ш. 83.95000° зх. д. (40.758765, -83.950027).  За даними Бюро перепису населення США в 2010 році селище мало площу 0,66 км², з яких 0,65 км² — суходіл та 0,00 км² — водойми. В 2017 році площа становила 0,60 км², уся площа — суходіл.

## Демографія
Згідно з переписом 2010 року, у селищі мешкало 445 осіб у 161 домогосподарстві у складі 120 родин. Густота населення становила 678 осіб/км².  Було 172 помешкання (262/км²).
Расовий склад населення:
| - 97,8 % — білих - 1,3 % — азіатів - 0,2 % — корінних американців |

До двох чи більше рас належало 0,7 %. Частка іспаномовних становила 1,1 % від усіх жителів.
За віковим діапазоном населення розподілялося таким чином: 32,1 % — особи молодші 18 років, 57,6 % — особи у віці 18—64 років, 10,3 % — особи у віці 65 років та старші. Медіана віку мешканця становила 33,4 року. На 100 осіб жіночої статі у селищі припадало 91,8 чоловіків;  на 100 жінок у віці від 18 років та старших — 88,8 чоловіків також старших 18 років.
Середній дохід на одне домашнє господарство  становив 55 118 доларів США (медіана — 41 364), а середній дохід на одну сім'ю — 56 242 долари (медіана — 52 500). За межею бідності перебувало 17,0 % осіб, у тому числі 36,2 % дітей у віці до 18 років та 10,2 % осіб у віці 65 років та старших.
Цивільне працевлаштоване населення становило 241 осіб. Основні галузі зайнятості: освіта, охорона здоров'я та соціальна допомога — 25,3 %, виробництво — 21,6 %, роздрібна торгівля — 14,5 %, науковці, спеціалісти, менеджери — 8,7 %.